# Prunus fenzliana
Espèce
Classification phylogénétique
Prunus fenzliana, l’amandier du Caucase, est une espèce de plantes à fleurs de la famille des Rosaceae, du sous-genre Amygdalus. C'est un amandier sauvage originaire des régions caucasiennes de l'Arménie, de l'Azerbaïdjan, de la Turquie, de l'Iran et du Turkmenistan, dans les régions à des altitudes de 1 400-3 500 m.
En se basant sur la morphologie et l’habitat, Ladizinsky (1999) proposa de considérer Prunus fenzliana Fritsch. comme l’ancêtre le plus probable de l’amandier cultivé. Une étude génétique est venue en 2010 conforter cette hypothèse. Basée sur 26 marqueurs SSR de nombreux cultivars d’amandier et d’espèce sauvages et cultivées de Prunus, l’étude de Zeinalabedini et al. (2010) apporte des arguments solides pour considérer que Prunus fenzliana, est l'ancêtre des amandiers cultivés Prunus dulcis.

## Description
Prunus fenzliana est un grand arbuste pouvant atteindre 4 m. Il est utilisé comme arbuste ornemental.